# Єнькі
Єнькі (пол. Jeńki) — село в Польщі, у гміні Соколи Високомазовецького повіту Підляського воєводства.
Населення — 400 осіб (2011).
У 1975-1998 роках село належало до Ломжинського воєводства.

## Демографія
Демографічна структура станом на 31 березня 2011 року:
|          | Загалом | Допрацездатний вік | Працездатний вік | Постпрацездатний вік |
| -------- | ------- | ------------------ | ---------------- | -------------------- |
| Чоловіки | 195     | 42                 | 129              | 24                   |
| Жінки    | 205     | 56                 | 107              | 42                   |
| Разом    | 400     | 98                 | 236              | 66                   |